# Asura szetschwanica
Asura szetschwanica là một loài bướm đêm thuộc phân họ Arctiinae, họ Erebidae.